# Ali Szabanow
Ali Szabanowicz Szabanow (ros. Али Шабанович Шабанов, biał. Алі Шабановіч Шабанаў; ur. 25 sierpnia 1989) – białoruski zapaśnik wlaczący w stylu wolnym. Dwukrotny olimpijczyk. Zajął dziesiąte miejsce w Londynie 2012 w kategorii 66 kg i szesnaste w Tokio 2020 w kategorii 86 kg.
Brązowy medalista mistrzostw świata w 2013, 2014, 2017 i 2018. Trzeci na mistrzostwach Europy w 2019 i 2021; piąty w 2011 i 2014. Wicemistrz igrzysk europejskich w 2019; piąty w 2015. Piąty w Pucharze Świata w 2015 i szósty w 2013 roku.